# Tiaropsis multicirrata
Tiaropsis multicirrata is een hydroïdpoliep uit de familie Tiaropsidae. De poliep komt uit het geslacht Tiaropsis. Tiaropsis multicirrata werd in 1835 voor het eerst wetenschappelijk beschreven door Sars. 